# MBD1
La proteina 1 del dominio di legame con metil-CpG è una proteina che negli esseri umani è codificata dal gene MBD1. La proteina codificata da MBD1 si lega alle sequenze metilate nel DNA e quindi influenza la trascrizione. Si lega a una varietà di sequenze metilate e sembra mediare la repressione dell'espressione genica. È stato dimostrato che svolge un ruolo nella modifica della cromatina attraverso l'interazione con l'istone H3K9 metiltransferasi SETDB1.

## Funzione
La metilazione del DNA è la principale modifica dei genomi eucariotici e svolge un ruolo essenziale nello sviluppo dei mammiferi. Le proteine umane MECP2, MBD1, MBD2, MBD3 e MBD4 comprendono una famiglia di proteine nucleari correlate dalla presenza in ciascuno di un dominio di legame metil-CpG (MBD). Ciascuna di queste proteine, ad eccezione di MBD3, sono in grado di legarsi specificamente al DNA metilato. MECP2, MBD1 e MBD2 possono anche reprimere la trascrizione da promotori di geni metilati. Cinque varianti di trascrizione dell'MBD1 sono generate dallo splicing alternativo risultante in isoforme proteiche che contengono un dominio MBD, da due a tre domini ricchi di cisteina (CXXC) e alcune differenze nel terminale COOH. Tutte e cinque le varianti di trascrizione reprimono la trascrizione dai promotori metilati; inoltre, le varianti con tre domini CXXC reprimono anche l'attività del promotore non metilato. MBD1 e MBD2 si mappano molto vicini l'uno all'altro sul cromosoma 18q21.